# Jasus paulensis

Verbreitungsgebiete von J. paulensis (blaue und rote Flächen)

Das Wappen von Tristan da Cunha zeigt J. paulensis als Schildhalter

Jasus paulensis (Syn.: Jasus tristani), im Verbreitungsgebiet als rock lobster [Felsenhummer] bekannt, ist eine Art von Langusten, die in den Gewässern rund um die Sankt-Paul-Insel im südlichen Indischen Ozean und rund um das britische Überseegebiet Tristan da Cunha im südlichen Atlantik zu finden ist. Jasus paulensis ist auf dem Wappen und der Flagge von Tristan da Cunha abgebildet.

## Beschreibung
Die Männchen von Jasus paulensis erreichen eine Gesamtlänge von etwa 34 cm mit einer Panzerlänge von 13 cm, während die Weibchen maximal 24 cm lang werden. Wie anderen Langusten fehlen ihm die Scheren am vorderen Beinpaar. Der Panzer ist im Wechsel mit großen flachen Stacheln, die etwa so dick wie lang sind, und mit kleinen spitzen Stacheln besetzt. Die ersten paar Abdominalsegmente sind mit feinen Querrillen an der Vorderseite jedes Segments und einem glatteren Bereich dahinter versehen.

## Systematik
Lipke Holthuis beschrieb 1963 die vor Tristan da Cunha gefundenen Langusten als eigene Art (Jasus tristani), aber die Sequenzierung der mitochondrialen DNA wies 2012 nach, dass die Art mit Jasus paulensis identisch sind, die Camill Heller bereits 1862 als Palinurus paulensis  beschrieben hatte.  Die vorbeschriebene Art Jasus tristani wurde mit J. paulensis synonymisiert.
Die Gattung Jasus wurde 1883 von Thomas Jeffery Parker beschrieben und benannt nach dem Vater des Palinurus, des Steuermanns aus der Aeneis. Jasus gehört zur Familie der Palinuridae. Neben Jasus tristani sind Jasus caveorum, Jasus edwardsii, Jasus frontalis und Jasus lalandii beschrieben, außerdem die ausgestorbene Art Jasus jlemingi, die auf Neuseeland gefunden wurde.

## Vorkommen und Habitat
Die Languste war ursprünglich nur von St. Paul, den benachbarten Neu-Amsterdam-Inseln im südlichen Indischen Ozean und Tristan da Cunha bekannt, jedoch wurde sie in jüngerer Zeit auch auf anderen Seamounts auf dem Südwestindischen Rücken entdeckt, so dass ihr Verbreitungsgebiet etwas größer ist als ursprünglich angenommen. Diese Art ist in ihrem gesamten Verbreitungsgebiet selten und kommt normalerweise in Tiefen zwischen 10 und 35 Metern vor, gelegentlich ist sie aber auch in Tiefen von etwa 60 m anzutreffen. Man findet sie auf Felsen und unter Seetang. Weibchen werden am häufigsten von Mai bis Oktober gefangen, Männchen am häufigsten von November bis April.

## Verhalten
Jasus paulensis ist nachtaktiv. Er ernährt sich von Meeresalgen und totem Tiermaterial. Die Eier werden ab Mai gelegt und das Weibchen bebrütet sie mehrere Monate lang unter seinem Schwanz.

## Wirtschaftliche Nutzung

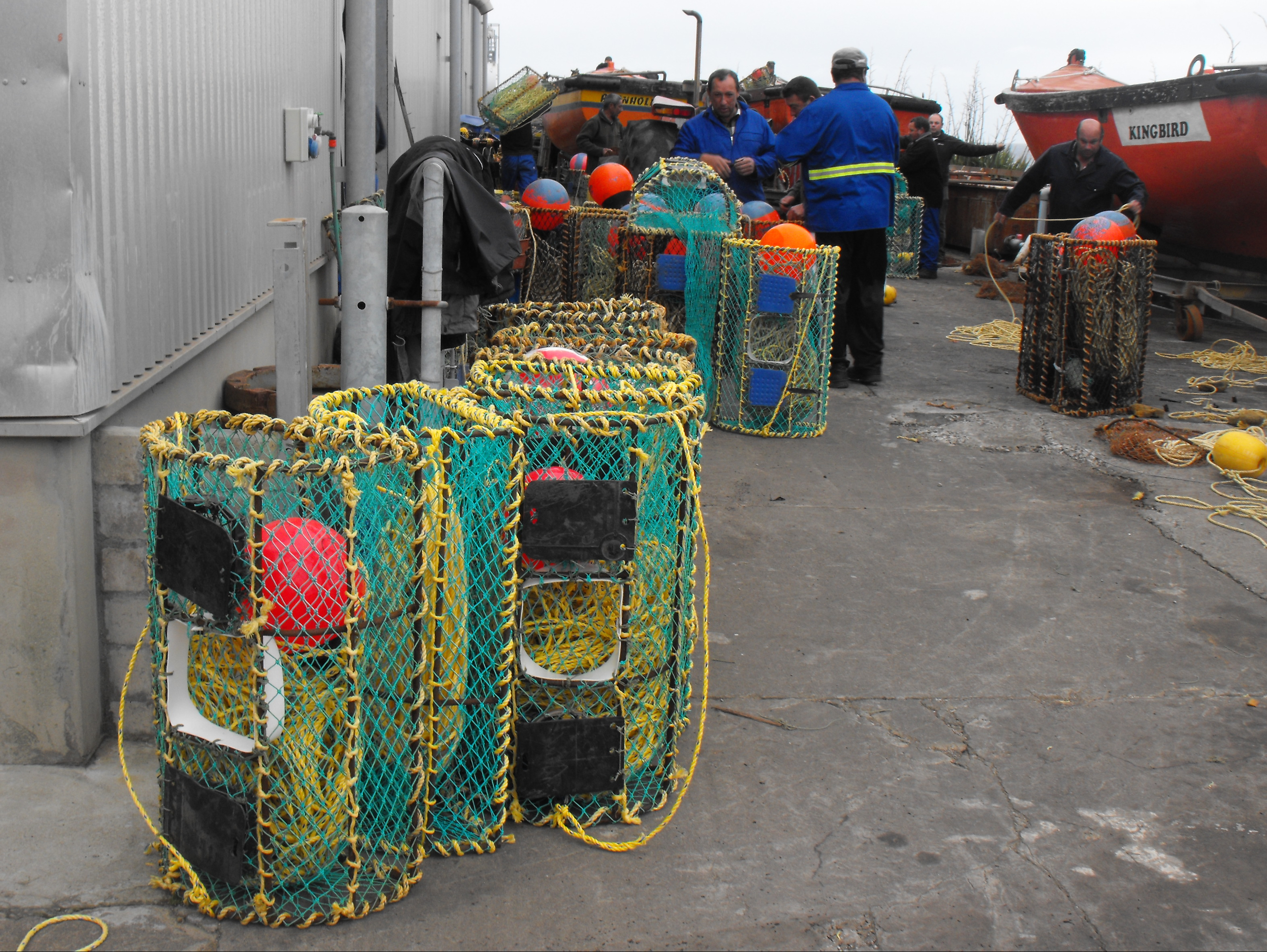
Langustenfallen auf Tristan da Cunha

Im Jahr 1928 wurde auf St. Paul am Kraterrand die Konservenfabrik La Langouste Française in Betrieb genommen, das Unternehmen ging aber drei Jahre später in Konkurs. In den folgenden zwei Jahrzehnten gab es mehrere, weitgehend erfolglose Versuche, die Langusten mit Fabrikschiffen einzusammeln, und es wurde nur für den lokalen Verbrauch gesammelt. Seit 1950 werden die Bestände mit Fabrikschiffen und Tiefkühlanlagen bewirtschaftet. Die Produktion erreichte in den 1970er Jahren ihren Höhepunkt, als in manchen Jahren über 800 Tonnen gefangen wurden. Seitdem ist die Produktion jedoch zurückgegangen, und seit 1992 wurden in den meisten Jahren weniger als 400 Tonnen gefangen. Der Fang wurde 2011 MSC-zertifiziert, die aktuelle Gesamtfangmenge liegt weiterhin auf ähnlichem Niveau.

## Schutzstatus
In der Roten Liste des IUCN wird Jasus paulensis in der Kategorie 3.1 geführt, d. h. die Datenlage ist unzureichend, beim letzten Assessment (2011) wurde aber ein Abnehmen der Bestände konstatiert.